# Phare de South Point
Pour les articles homonymes, voir South Point.
Le phare de South Point (en anglais : South Point Lighthouse) est un phare actif situé sur South Point (Barbade) (ceb), dans la paroisse de Christ Church au sud de la Barbade.

## Histoire
C'est le plus vieux phare de la Barbade. Il a été amené à la Barbade en 1852, un an après sa présentation à la Grande exposition de Londres, et remonté à l'extrême sud de l'île.
Bien que toujours classé comme actif, le phare est maintenant considéré comme un monument national et une attraction touristique, avec son terrain (mais pas sa tour) ouvert au public. Le phare a été repeint en 2004 puis en 2017.
Le phare est représenté au revers de la pièce de monnaie de 25 centimes de la monnaie barbadienne depuis 1973.

## Description
Le phare  est une tour cylindrique en fonte, avec une galerie et une lanterne de 27 m de haut. La tour est peinte en bandes rouges et blanches et la lanterne est blanche . feu fixe Il émet, à une hauteur focale de 44 m, trois éclats blancs par période de 30 secondes. Sa portée est de 17 milles nautiques (environ 5.5 km).
Identifiant : ARLHS : BAR-004 - Amirauté : J5806 - NGA : 110-15100 .
|             |
| South Point |

|          |
| Le phare |

### Lien connexe
- Liste des phares de la Barbade